# ليزا روما
ليزا روما (بالإنجليزية: Lisa Roma)‏ هي مغنية ومغنية أوبرا أمريكية، ولدت في 29 فبراير 1892، وتوفيت في 17 فبراير 1965.